# Gran Premio del Cine Brasileño
El Gran Premio del Cine Brasileño —en portugués: Grande Prêmio do Cinema Brasileiro— es un premio cinematográfico entregado anualmente por la Academia Brasileña de Cine —en portugués: Academia Brasileira de Cinema— a lo mejor del cine de Brasil en varias categorías, incluyendo además, un premio a la mejor película extranjera.
La primera edición del galardón tuvo lugar en septiembre del año 2002, siendo denominado como Gran Premio BR al cine brasileño —en portugués: Grande Prêmio BR do Cinema Brasileiro—; este fue patrocinado por la BR, distribuidor de combustibles perteneciente a Petrobras. El ganador de la primera edición fue la película «Bicho de Sete Cabeças» de Laís Bodanzky, y que obtuvo siete galardones.
El nombre de Grande en honor al actor Grande Otelo.

## Procedimiento
El premio es organizado y votado por los propios profesionales de la industria del cine, y cuyas votaciones  se realiza desde el año 2004 a través de Internet en el sitio oficial de la Academia; en efecto, a cada miembro se le entrega una contraseña electrónica con el que pueden ingresar y votar. El conteo es certificado por PricewaterhouseCoopers, la misma firma auditora que realiza dicha labor para los Premios Óscar.
En una primera fase, los miembros pertenecientes al Consejo Académico de la Academia seleccionan mediante votación —de una cédula con la lista completa de todos los competidores— a los cinco trabajos en cada categoría que pasarán a la siguiente etapa; luego, se realiza un nuevo procedimiento de votación para elegir a los ganadores. En ambas etapas, el voto es secreto y la apertura de los votos se lleva a cabo por Price.

## Categorías

### Largometrajes
- Mejor largometraje de ficción
- Mejor director
- Mejor Actriz
- Mejor Actor
- Mejor Actriz de Reparto
- Mejor Actor de Reparto
- Mejor fotografía
- Mejor dirección de arte
- Mejor diseño de vestuario
- Mejor maquillaje
- Mejor banda sonora
- Mejor sonido
- Mejor montaje
- Mejor guion original
- Mejor guion adaptado
- Mejor documental
- Mejor película extranjera

### Cortometrajes
- Mejor cortometraje de ficción
- Mejor cortometraje documental
- Mejor cortometraje de animación

## Premios de cada edición
Son celebrados anualmente entre septiembre y noviembre de cada año. Teniendo como sede el Teatro Municipal de Río de Janeiro.
| Años |
| 2001 · 2002 · 2003 · 2004 · 2005 · 2007 · 2008 · 2009 · 2010 · 2011 · 2012 · 2013 · 2014 · 2015 · 2016 · 2017 · 2018 · 2019 · 2020 · 2021 · |

## Otros premios de cine
- Premios Óscar de la Academia de las Artes y las Ciencias Cinematográficas de Hollywood
- Premios BAFTA de la Academia Británica de las Artes Cinematográficas y de la Televisióngjj
- Premios César de la Academia de las artes y técnicas del cine de Francia
- Premios David de Donatello de la Academia del Cine Italiano
- Premios Ariel de la Academia Mexicana de Artes y Ciencias Cinematográficas
- Premios Goya de la Academia de las Artes y las Ciencias Cinematográficas de España
- Premios Macondo de la Academia Colombiana de Artes y Ciencias Cinematográficas